# The Carpenter
The Carpenter was de eerste single van de Finse band Nightwish.

## Geschiedenis
Het nummer komt van hun debuutalbum Angels Fall First en bevat naast de stem van Tarja Turunen ook die van Tuomas Holopainen. Het is de enige single van Nightwish met zijn stem.

## Tracklist
1. "The Carpenter"
2. ""Red Light In My Eyes, pt. 2" (door Children of Bodom)
3. "Only Dust Moves" (door Thy Serpent)

## Videoclip
Er is van The Carpenter ook een videoclip gemaakt. Tarja staat in een veld met een rode jurk en tekent wat eruitziet als bouwplannen voor een vliegtuig. Waarschijnlijk is het gebaseerd op het verhaal van Ikaros.

### Medewerkers
- Regie: Sami Käyhkö
- Assistentie: Kari Mankinen
- Script: Sami Käyhkö, Kari Mankinen
- Camera: Jukka Karjalainen
- Camera-assistent: Juha Harju
- Licht: Kimmo Leed, Jussi Kauppila, Kari Maja
- Make-up: Liisa Hettula, Tom Forsman
- Kapsels en kleding: Minna Mäkinen
- Organisatie: Tapio Hopponen
- Productie: Paula Eronen
- Hoofd productie: Edward Meichen

Acteurs
- De houtman: Vilho Olavi Laine
- De kat: Ms Maila

De clip werd opgenomen in Helsinki, Finland en in Henningsvær, Noorwegen tijdens de lente 1998.